# Мартін Гайрер
Мартін Гайрер (14 листопада 1975 , Женева )(нім. Martin Hairer) — австрійський математик, який займається стохастичним аналізом, зокрема стохастичними диференціальними рівняннями у часткових похідних. Закінчив Женевський Університет, де згодом захистив ступінь доктора під орудою Жан-Пє'р Екманна в 2001 р

## Нагороди та визнання
- 2006–2011:Advanced Research Fellowship, EPSRC[17]
- 2007:Editors' Choice Award, Macworld[18]
- 2008:Премія Вайтгеда[19][20][21]
- 2008:Philip Leverhulme Prize[en][22][23]
- 2009:Royal Society Wolfson Research Merit Award[en]
- 2012:Leverhulme Research Leadership Award, Leverhulme Trust[24]
- 2013: премія Ферма[25][26]
- 2014: consolidator grant, Європейська дослідницька рада[27]
- 2014: член Лондонського Королівського Товариства[28]
- 2014: премія Фреліха[en][29]
- 2 014: медаль Філдса[30]
- 2015: член Американського математичного товариства[31]
- 2015: член Австрійської академії наук[32]
- 2015: член Леопольдини[33]
- 2015: член Європейської Академії
- 2016: орден Британської імперії[34]
- 2016: член Берлін-Бранденбурзької академії наук
- 2019: субстантивний кавалер ордена Британської імперії[35]
- 2021: премія за прорив у математиці[36][37]
- 2022: міжнародна премія короля Фейсала[38]

## Доробок
- mit Jean-Pierre Eckmann: Uniqueness of the invariant measure for a stochastic PDE driven by degenerate noise. Comm. Math. Phys. 219 (2001), no. 3, 523–565.
- mit Jonathan Mattingly: Ergodicity of the 2D Navier-Stokes equations with degenerate stochastic forcing. Ann. of Math. (2) 164 (2006), no. 3, 993–1032.
- Solving the KPZ equation. Ann. of Math. (2) 178 (2013), no. 2, 559–664.
- A theory of regularity structures. Inv. Math. (2014) pdf [Архівовано 5 серпня 2018 у Wayback Machine.]